# Заубер (острів)
За́убер (Цаубер, Ду-Барр) — невеликий гористий острів в Червоному морі в архіпелазі Дахлак, належить Еритреї, адміністративно відноситься до району Дахлак регіону Семіен-Кей-Бахрі.

## Географія
Розташований на північний захід від острова Саліма. Має овальну потовщену форму з піщаною вузькою косою на північному сході. Довжина 2,5 км, ширина 1,6 км. Крім північного заходу острів облямований кораловими рифами.